# 中车大连机车研究所
中车大连机车研究所有限公司（英語：CRRC Dalian Locomotive Research Institute Co., Ltd.），简称“大连所”，位于中国辽宁省大连市沙河口区，是一家以轨道交通动力装备技术开发、设计制造、试验检测和信息服务为主的专业研究所，也是中国中车的全资子公司之一。
大连所前身为始创于1922年的沙河口技术研究所，由南满洲铁道株式会社创立，是中国第一家铁路机车车辆的研究所。

## 历史

### 满铁时期

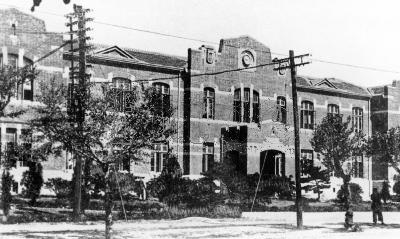
中央试验所沙河口研究所

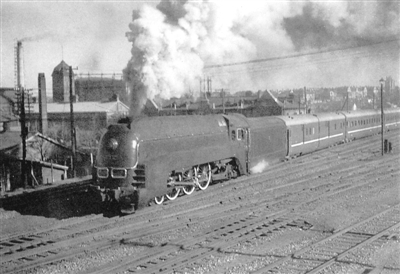
沙河口研究所、沙河口工场设计生产的“亚细亚号”特快列车

日俄战争后，日本与俄罗斯帝国签订了《朴茨茅斯和约》，标志着两国在中国东北地区既有权益的重新瓜分。1905年，清政府与日本签订了《中日会议东三省事宜条约》，同意将俄国在旅顺口、大连湾及其附近领土、领水的租借权和长春至旅顺口的铁路（南满铁路）以及附属权利、财产和煤矿转让给日本政府。为了管理南满铁路和满洲地区的开发和殖民活动，于1906年成立了南满洲铁道株式会社（满铁）。1922年3月17日，根据时任负责技术的满铁理事、工学博士岛安次郎的提议，将满铁沙河口工场（今大连机车车辆有限公司）的材料试验室独立分离出来，成立技术研究所，隶属于南满洲铁道株式会社铁道总局，专门承担满铁的铁路机械设备的研制、试验，首任所长武村清，起初只有十几名研究人员。由于研究所同样位于沙河口、毗邻沙河口工场，因此又称沙河口技术研究所。满铁的技术研究所实际上是全盘模仿当时日本本土的鐵道大臣官房研究所，也就是后来的日本国有铁道技术研究所。
1930年6月，由于南满洲铁道株式会社实行职制改革，技术研究所更名为理学试验所，并划归新设立的计划部。仅一年之后，计划部于1931年8月被撤销并改为技术局，将理学试验所、中央试验所和地质调查所均归到技术局下。为了统一物理、化学的研究体制，同年12月理学试验所被并入中央试验所，成为中央试验所沙河口研究所，先由满铁技术局管理，后直属满铁总裁。随着满洲国傀儡政权的成立，一些原本有日本殖民机构直属的机构逐步转移到满洲国之下，满铁也同样面临这样的改革，昭和制钢所、满铁附属地先后脱离满铁，当初为“经营满洲”而成立的满铁一元化研究机构体制随之解体。1937年3月，沙河口研究所从满铁中央试验所分离出来，与满洲国铁道总局辖下、位于奉天的“铁道研究所”合并，称为铁道研究所大连分所。大连分所虽然名为“分所”，但实际上规模比奉天“本所”更大。
1939年4月，铁道研究所作为铁道技术的专门研究机构，从满洲国铁道总局独立分离出来，研究所奉天本所的业务移交新设的铁道总局调查局，而大连分所更名为铁道技术研究所，再次成为满铁的直属研究机构，人员总数多达500余人。中国抗日战争期间，由于许多研究所成员被招募从军，研究活动日渐减少。1945年8月日本投降，第二次世界大战结束，满洲国政府、南满洲铁道株式会社随之解散，铁道技术研究所的满铁时期正式结束。
在长达二十多年的满铁时期，铁道技术研究所虽然因日本的殖民和军事需要进行过不少工业研究，但“进行铁道技术的开发”始终还是研究所的主业，成果颇丰，与沙河口工场合作设计制造了许多机车车辆，并研制了多种大型仪器设备和实验室。1928年研究所进行了牵引试验车的实验，采用沙河口工场生产的车厢，装载瑞士阿姆斯勒公司（Amsler & Co AG）的测定装置，对铁路机车的性能进行测定，开创了牵引试验的先河；后来研究所又用这辆试验车进行了许多关于车辆运行阻力的研究，对后来设计流线型机车车辆有重要作用。1933年，研究所建成了一个体积约62.8立方米的超低温实验室，人工最低温度达到了当时世界纪录的零下74℃。1937年，亚洲第一个机车固定试验台于研究所启用，进一步完善研究所的试验设备。此外，研究所还进行了涵盖各方面的技术研究，例如轨道应力试验、载波无线通讯、铁路客车空调装置、枕木防腐、桥梁试验车、东北酷寒对策、米重60公斤钢轨、内燃机车、冷凝式蒸汽机车等项目。主要出于军事目的，一些在当时被认为有重要价值的科研成果并没有公开发表，可能甚至至今仍没有全部公开。目前，有关满铁铁道技术研究所的原始文献档案主要保存于大连市图书馆。

### 中长铁路时期
1945年8月，苏联红军进入中国东北；同月14日，苏联政府与国民政府签订了《中苏友好同盟条约》、《关于中国长春铁路之协定》等文件，旅大地区和中长铁路由苏联红军接管。1945年8月22日苏军进驻大连，各家原满铁机构随即被苏军接管，铁道技术研究所从属于沙河口工场，一并由苏军军管。同年9月，中苏联营的中国长春铁路公司理事会在长春成立，随后接管了沙河口铁道技术研究所。

### 中华人民共和国时期

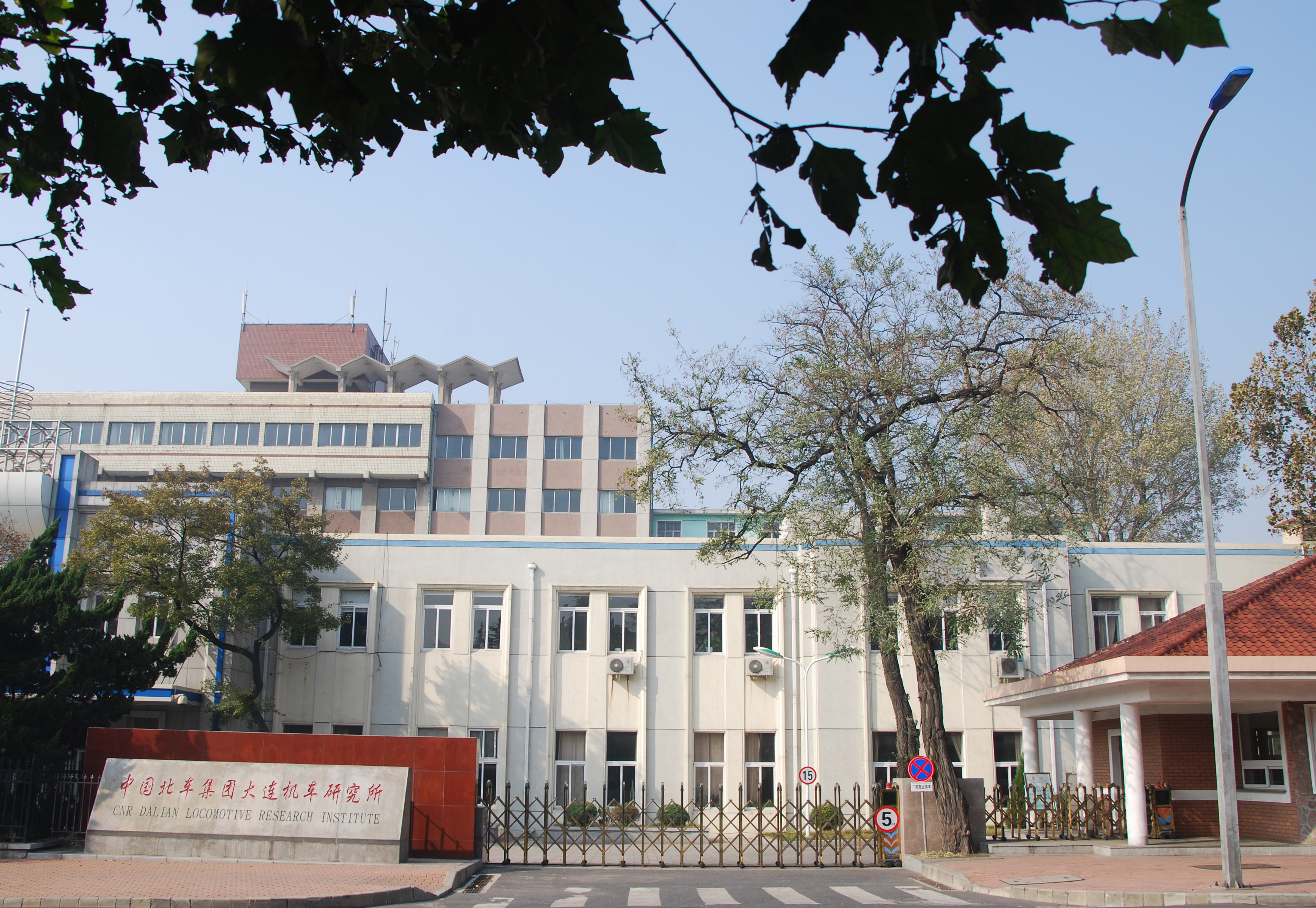
大连所公司总部今貌

中华人民共和国成立以后初期，中长铁路仍然维持着中苏联营的方式。1950年2月，中华人民共和国政府和苏联政府签订《关于中国长春铁路，旅顺口及大连的协定》，协定提出苏联政府最迟于1952年底前将中长铁路的一切权利及属于该路的全部财产交给中国政府。1951年，中国长春铁路公司理事会将沙河口铁道技术研究所移交中华人民共和国中央人民政府铁道部；同年6月正式成立铁道部大连铁道研究所。1952年8月1日，原铁道部铁道技术研究所（今中国铁道科学研究院）由唐山迁至北京，更名铁道部铁道研究所，而大连铁道研究所则更名为铁道部铁道研究所大连分所。1953年，大连所的土木、电工、金属材料、化学分析及车辆等部门迁往北京的铁道研究所，大连所只留下机车专业部门。1954年，大连所机车部门的制动、油润等实验室又迁往北京，大连所几乎仅剩下一个满铁时期兴建的机车固定试验台，作为蒸汽机车的牵引性能试验基地。1956年铁道部铁道研究所升格为铁道科学研究院，大连分所改名为铁道部铁道科学研究院大连机车定置试验室。1956年6月，第一机械工业部在北京成立机车车辆科学研究所。
1957年，中国铁道部为进一步提高中国铁路机车车辆的科学技术水平，培养自己的科研人才，做出了建立铁路机车车辆研究机构的决定。为了使机车车辆工业能沿着生产与科研相结合的方向发展，铁道部决定对原有的研究所进行改制，组建新的研究所，分别按不同的专业分工成立四个新的机车车辆研究所。同年，第一机械工业部机车车辆科学研究所迁往辽宁大连，与大连机车定置试验室合并，正式成立铁道部大连机车车辆研究所。1959年，大连所的车辆技术、生产工艺研究部门全体人员和试验设备分别迁往江苏常州、山东青岛，成立铁道部戚墅堰机车车辆工艺研究所、铁道部四方车辆研究所；同时，大连所更名为大连热力机车研究所，专门承担内燃机车的技术研究，1978年又更名为铁道部大连内燃机车研究所。
2000年10月，根据国家科技部的要求，大连所由事业型科研单位改制为科研型企业单位。同年，随着国企主辅分离、辅业改制的浪潮，中国铁路机车车辆工业总公司重组为中国北方机车车辆工业集团公司和中国南方机车车辆工业集团公司，大连所作为重要组成部分划归为中国北车集团，更名为中国北车集团大连机车研究所。2007年，大连所整体改制为有限责任公司，更名为中国北车集团大连机车研究所有限公司。

## 参看
- 大连机车车辆
- 青岛四方车辆研究所
- 南车戚墅堰机车车辆工艺研究所
- 南车株洲电力机车研究所
- 东清铁路
- 南满洲铁道株式会社